# Paulo Magino
Paulo Magino (sinh ngày 23 tháng 6 năm 1979) là một cầu thủ bóng đá người Brasil.

## Sự nghiệp câu lạc bộ
Paulo Magino đã từng chơi cho Kyoto Purple Sanga.

## Thống kê câu lạc bộ

### J.League
| Đội                | Năm       | J.League | J.League | J.League Cup | J.League Cup | Tổng cộng | Tổng cộng |
| Đội                | Năm       | Trận     | Bàn      | Trận         | Bàn          | Trận      | Bàn       |
| ------------------ | --------- | -------- | -------- | ------------ | ------------ | --------- | --------- |
| Kyoto Purple Sanga | 1999      | 16       | 6        | 2            | 1            | 18        | 7         |
| Tổng cộng          | Tổng cộng | 16       | 6        | 2            | 1            | 18        | 7         |